# Edmund Hamber
Edmund Hamber (* 25. Juli 1893 in Wien; † 28. November 1940 im KZ Buchenwald) war ein österreichischer Filmkaufmann, Filmproduzent, Filmverleiher und Kinosaal-Manager, ein führender Vertreter der sozialdemokratischen Filmpolitik seines Landes.

## Wirken beim Film
Hamber trat kurz nach Ende des Ersten Weltkriegs in die Firma seines älteren Bruders Philipp ein. Mit Beginn der 1920er Jahre zogen die Gebrüder Hamber eine Kinokette auf, die bald zum führenden Kinosaalkonzern Österreichs avancieren sollte. Anfang 1925 beteiligten sich Philipp und Edmund Hamber an der Gründung der „Österreichischen Lichtspieltheater-Allianz Hamber & Co. KG“, kurz „Oela“ genannt, mit der die Brüder vor allem ihre Filmsäle und den Filmvertrieb zu organisieren suchten. Im selben Jahr übernahmen sie zudem die „Allianz-Filmfabrikations- und Vertriebsgesellschaft m.b.H.“ des Filmmanagers Arthur Stern.
Von Anbeginn verstand das sozialdemokratische Parteimitglied Edmund Hamber beider Firma als Organ zur Unterstützung sozialdemokratischer Politik. Konsequenterweise begann Hamber seit 1923 auch sozialdemokratische Wahl- und Dokumentarfilme herzustellen.
Mit der ambitionierten Komponisten-Filmbiografie „Beethoven“, die am 18. Februar 1927 in der österreichischen Hauptstadt uraufgeführt wurde, begann Hambers kurzlebige Tätigkeit als Spielfilmproduzent. Für die Titelrolle in diesem Erstling konnte er den vor allem in Deutschland tätigen, österreichischen Schauspielstar Fritz Kortner gewinnen. Die nachfolgenden „Allianz-“Produktionen mit Edmund Hambers Beteiligung (allesamt 1927/28) waren weit weniger bedeutsam.
Ende 1928 übertrug man Edmund Hamber die Reorganisation der einst von der (politisch links anzusiedelnden) Arbeiterbank gegründeten „Kinobetriebsanstalt G.m.b.H.“, kurz Kiba genannt. Bereits 1929 verließ Hamber die „Allianz“ wieder, die nunmehr von seinem älteren Bruder allein geführt wurde und widmete sich vollständig und mit großem kaufmännischen Geschick dem Management der „Kiba“-Kinos (als alleiniger Generaldirektor und Geschäftsführer seit Oktober 1929), die allein in Wien (Stand 1932) sechs Kinos (Scala, Apollo, Schweden-Kino, Weltspiegel-Kino, Amalien-Tonkino, Sandleiten-Ton-Kino) ihr Eigen nannte sowie zahllose weitere in der österreichischen Provinz (u. a. in Linz, Ybbs an der Donau, Villach, Gmünd, Deutsch-Wagram, Straßhof, Stockerau, Liesing und Steyrermühl) betrieb.
Seine Beteiligung am Revuetheater „Moulin Rouge“ sowie verlustreiche Geschäftsentscheidungen brachten beide Hambers in die Kritik und führten schließlich zum Ausschluss Edmund Hambers aus der Sozialdemokratischen Arbeiterpartei. Nach einer Reihe schwerer finanzieller Fehlschläge bei den diversen Firmenbeteiligungen beider Hambers geriet schließlich auch die „Allianz“ ins Schlingern und musste im März 1934 Vergleich anmelden. Philipp und Edmund Hamber wurden mit Verdacht auf Betrug verhaftet, die „Allianz“ musste 1935 Konkurs anmelden. Schließlich erreichte das Firmensterben auch das „Moulin Rouge“. Die Hamber-Brüder sollten sich von diesen Tiefschlägen nie mehr wieder erholen.

## Isolation und Verfolgung im NS-Staat
Nach dem „Anschluss Österreichs“ an das nationalsozialistische Deutsche Reich im März 1938 gerieten die jüdischen Brüder bald in die totale Isolation. Aller Firmen verlustig geworden, deportierte man Edmund Hamber am 16. Juli 1938 zunächst nach Dachau. Dort blieb der sogenannte „Schutzhäftling“ Nr. 18127 gut zwei Monate. Am 23. September 1938 überstellte ihn die Lagerleitung in das KZ Buchenwald, wo er gut zwei Jahre später, nur 23 Tage nach seinem älteren Bruder, infolge massiver Gewalteinwirkung umkam. Unmittelbar zuvor hatte sich Edmund Hamber nach der Ermordung seines Bruders Philipp an den stellvertretenden Kommandanten von Buchenwald gewandt und die Ermordung seines Bruders bezeugt – ein nahezu einzigartiger Vorgang in der Geschichte Buchenwalds und die erste verbürgte Form von Widerstand in diesem Konzentrationslager.
Der Buchenwald-Überlebende Emil Carlebach gab in einem 1980 veröffentlichten Bericht die von Edmund Hamber ihm gegenüber geäußerte Motivation für diesen mutigen Schritt wie folgt wieder: „Ich weiß, daß ich für meine Aussage sterben muß, aber vielleicht werden sich die Verbrecher in Zukunft etwas zurückhalten, wenn sie eine Anzeige befürchten müssen, dann bin ich nicht umsonst gestorben“. Edmund Hamber wurde im Zellenblock eingekerkert und ebenfalls zu Tode geprügelt. Auch die anderen 27 Zeugen, Teil eines Arbeitskommandos, die die Ermordung Philipp Hambers hatten mitansehen müssen, wurden befragt, doch wagte keiner von ihnen Edmund Hambers Schritt zu folgen. Genützt hatte es ihnen nichts, auch sie wurden als „lästige Mitwisser“ ermordet.

## Filmografie (als Produzent)
- 1926: Beethoven
- 1927: Der Mann ohne Beruf (Das grobe Hemd)
- 1928: Hoch vom Dachstein
- 1928: Franz Schubert und sein lachendes Wien

## Anmerkung
1. ↑  Kay Weniger: Zwischen Bühne und Baracke. Lexikon der verfolgten Theater-, Film- und Musikkünstler 1933 bis 1945. Mit einem Geleitwort von Paul Spiegel. Metropol, Berlin 2008, ISBN 978-3-938690-10-9, S. 157.

| Personendaten    | Personendaten                                |
| ---------------- | -------------------------------------------- |
| NAME             | Hamber, Edmund                               |
| KURZBESCHREIBUNG | österreichischer Filmkaufmann und -produzent |
| GEBURTSDATUM     | 25. Juli 1893                                |
| GEBURTSORT       | Wien                                         |
| STERBEDATUM      | 28. November 1940                            |
| STERBEORT        | KZ Buchenwald                                |